# Ñorquincó
Ñorquincó (del mapudungun: Ñorkinko ‘agua de ñorquin’) es la localidad cabecera del departamento homónimo, en el sudoeste de la provincia de Río Negro, Argentina. La estación del tren se sitúa varios kilómetros al sur del pueblo.

## Toponimia
Voz mapuche cuyo significado es Agua de Ñorquin, vegetal abundante en la zona, utilizado para la fabricación del instrumento musical ñorquin, de ahí su nombre. Actualmente este nombre alude también al apio doméstico.

## Historia
La localidad de Ñorquin Có tiene origen en el asentamiento de casas comerciales entre los años 1890 y 1900 como la Chile Argentina. Posteriormente se afincaron en la zona distintos pioneros que se dedicaban al comercio y la ganadería, entre ellos Félix Sede en El Portezuelo en el año 1907 y Miguel Antonio Sede en 1911 en Fitalancao. También funcionó en la zona de Costa Ñorquin Có una sucursal de la Anónima, en Chacay Huarruca la firma Lahusen, y la familia Criado Castro y Compañía que tuvo su establecimiento comercial y hotel en el casco del pueblo. La actividad comercial estaba organizada en negocios de Ramos Generales que acopiaban frutos del país (lanas y cueros) que eran enviados en tropas de carros de mula a la costa atlántica y a cambio proveían de los vicios y mercaderías a los pobladores (yerba, azúcar, harina, legumbres prendas de vestir, vajilla etc).
Con la llegada del ferrocarril en 1946 los envíos y recepción de las mercaderías se centralizaron a través de la estación Ñorquin Có, ubicada a 4 km al sur del pueblo. 
Por decreto 1297 de octubre de 1964, se promulga la ley de Creación del Municipio Rural de Ñorquin Có. 
Ñorquincó mantuvo gran actividad comercial hasta los años 60, ya que era paso obligado de los camiones que transportaban frutas y verduras y otras mercaderías desde la zona del Valle de Río Negro hacia el sur. El empobrecimiento de los campos por sobre pastoreo sumado a terribles sequías sufridas por los años 80 fue haciendo que la actividad fuera declinando, los pobladores abandonando sus campos para ir a radicarse en centros urbanos más alejados, completado por la crisis de la lana de los años 90 que asestó un golpe mortal a muchos productores.
La instalación de la estación ferroviaria homónima de La Trochita hizo prosperar a esta localidad hasta su cierre. La población fue descripta hacia fines de los años 1980 como una serie de viviendas precarias y otras ubicadas en hileras frente a las vías. En su mayoría sus pobladores estaban destinados al mantenimiento de bombas de agua y trabajos menores.Además, el poblado pudo desarrollar escuela primaria y albergar más empleados ferroviarios que otros puntos. Luego del cierre del ferrocarril su población decreció drásticamente en los años 1990.
Fue así que hacia finales de los años 90 el pueblo era considerado como en peligro de desaparecer. Una correcta administración por parte de los gobiernos municipales desde 1995 sumado al apoyo recibido desde el gobierno provincial ha logrado revertir ese proceso de caída y nos encuentran hoy mirando de pie al futuro, trabajando en planes de largo plazo para el desarrollo sustentable.

### Fundación
Si bien oficialmente se celebra el 16 de noviembre como el día del Pueblo, con 97 años, es sabido que sus orígenes superan los 100 años de antigüedad, aunque entre los descendientes de los primeros pobladores no logran ponerse de acuerdo en una fecha exacta.

## Población
Con sus matices entre cordillera andina y la estepa patagónica, Ñorquincó siempre fue la puerta de entrada a la Línea Sur rionegrina desde el sudoeste.
Su ubicación es estratégica. A la vera de la ex Ruta Nacional 40 (troncal de toda la Patagonia) y del ramal ferroviario de trocha angosta que unía Ingeniero Jacobacci con Esquel, supo de épocas mejores: de las estancias de los alrededores que llenaban los vagones con lana, cueros, animales en pie y carbón de sus minas.
En sentido contrario llegaban convoyes completos de mercaderías para abastecer a todos los pueblos de la Comarca Andina. Se generaba así un intenso movimiento comercial que también demandaba servicios complementarios de gastronomía, alojamiento y esparcimiento.
Hacia mediados de los 80 el nuevo trazado caminero, el cierre de La Trochita y las sucesivas crisis ganaderas obligaron al éxodo de muchos pobladores hacia áreas urbanas de El Bolsón y Bariloche, principalmente, teniendo que abandonar una cultura campesina de un siglo.
Poco tiempo después, la esperanza de trabajo se renovó con la exploración hidrocarburífera de la cuenca del Ñirihuao, pero el intento quedó allí, luego de los estudios finales sobre los pozos perforados: al petróleo le faltaba maduración de varios siglos.

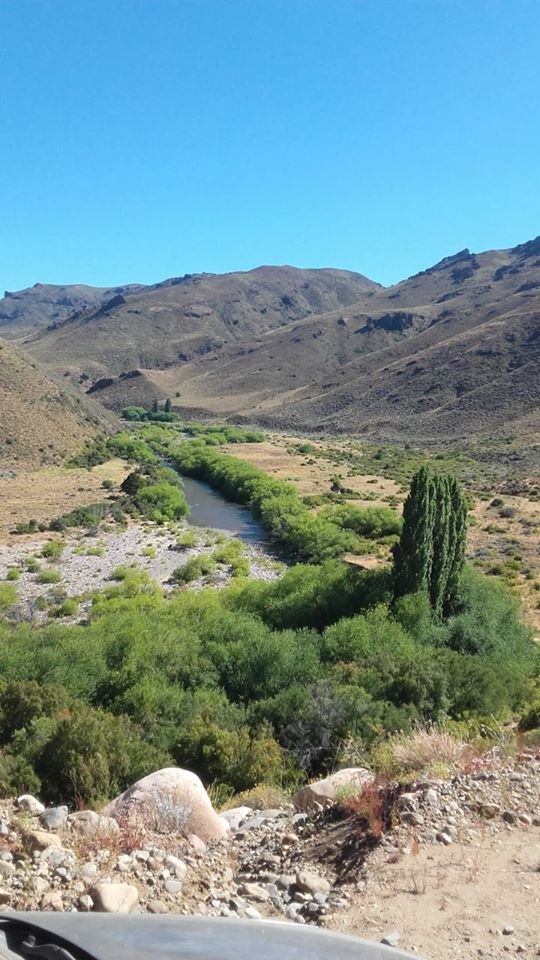
Vista panorámica de acceso al Arroyo Las Minas

Contó con 565 habitantes (Indec, 2010), lo que representó un incremento del 27,25 % frente a los 444 habitantes (Indec, 2001) del censo anterior.
El censo 2022 arrojó 268 viviendas con una población estable de 597 habitantes en el municipio.Esto la vuelve el municipio con menso población de la provincia.
| Gráfica de evolución demográfica de Ñorquincó entre 1991 y 2022 |
|                                                                 |
| Fuente: Censos nacionales del INDEC                             |

Como muchas localidades rurales, tiene un alto índice de masculinidad: 103 %

## Actividades

### Actividad productiva
La principal actividad es la ganadería ovina, desarrollada de manera familiar. Parcialmente la recolección de calafate (michay) que se da de manera agreste y es un insumo para las fábricas de chocolate de la localidad de San Carlos de Bariloche.
A partir del año 2019 y como una incursión novedosa en la Patagonia se introduce la siembra y cosecha de alcaparras, de la mano de un innovador, Don Miguel Ignacio. Esta actividad está en plena etapa de desarrollo, esperando la primera cosecha.

### Actividad cultural
Desde hace varios años, se desarrolla en la localidad dos eventos que concentran la atención de propios y extraños. Uno es la "Fiesta de la Danza y Música Folklórica", que de la mano de Daniel Erasmo, docente y fundador del Grupo de Danzas "El Lucerito", convoca a artistas de la localidad, como así también de San Carlos de Bariloche, El Maitén, El Bolsón, Ingeniero Jacobacci y Cholila.
El Ñorquinco Rock, es otra actividad cultural, que congrega a un número interesante de grupos y solistas locales y de El Bolsón, siendo la excusa propicia para congregar a los jóvenes de la localidad y parajes aledaños a disfrutar de distintos estilos musicales.

### Actividad deportiva
La localidad cuenta con un polideportivo de grandes dimensiones, donde se desarrollan torneos locales y participaciones con equipos de otras localidades de la Comarca Andina. En los últimos años, y con un fuerte impulso, se desarrolla el hockey pista. Las chicas participantes han realizado amistosos por toda la Comarca Andina.
Año a año, a mediados de marzo, se lleva a cabo el "Desafío La Esperanza", una carrera pedestre por la estepa del lugar que convoca a atletas de diversos lugares de nuestro país.

## Turismo

### Arroyo Las Minas
Ubicado a 15 kilómetros de Ñorquincó, entre dos cerros se encuentra el curso del Arroyo Las Minas rodeado de pequeñas playas con arena, agua cristalina, y pozos de agua que se transforman en piletas naturales. La antigua escuela primaria de dicho paraje, hoy cedido a la Comunidad Ancalao, brinda servicios básicos al turista.

### Río Chico
Esta localidad que pertenece al ejido municipal de Ñorquincó, cuenta con un río cristalino atravesado por el viejo puente ferroviario y el túnel. Si bien el tren no funciona en la actualidad, recorrer dichos senderos es un atractivo en sí mismo. Río Chico cuenta con un camping para albergar a turistas y una variada oferta de almacenes para nutrirse de historias y alimentos.

### La Trochita
El famoso trencito a vapor, luego de varias décadas, en 2021 retomó su actividad con un recorrido que une las localidades de El Maitén (provincia de Chubut) y estación Ñorquincó, ubicada a 5 km de la localidad homónima. Este trayecto será de una frecuencia semanal, con fines exclusivamente turísticos.

## Parroquias de la Iglesia católica en Ñorquincó
| Diócesis  | San Carlos de Bariloche |
| --------- | ----------------------- |
| Parroquia | Sagrada Familia         |